# Стърлинг (Вирджиния)
Вижте пояснителната страница за други значения на Стърлинг.
Стърлинг (на английски: Sterling) е селище в окръг Лоудън, Вирджиния, Съединени американски щати. То представлява предградие на Вашингтон, разположено на 40 km от центъра на града. Населението му е 9027 души (според данни от 2010 г.).
В Стърлинг е родена актрисата Хилари Бъртън (р. 1982).